# D.A. Press
D.A. Press é um serviço fotográfico brasileiro, pertencente aos Diários Associados, que divulga catálogos de fotos na Internet e nos jornais do grupo. Este serviço é sucessor da Agência Meridional